# Jerzy Kaczmarek (Fechter)

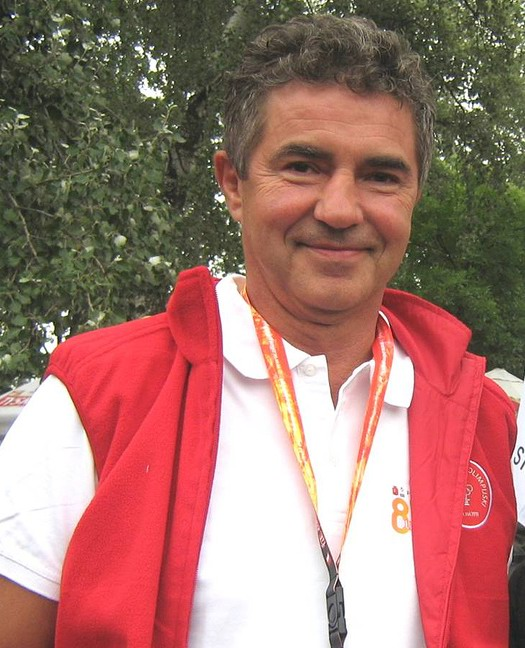
Jerzy Kaczmarek 2007

Jerzy Mieczysław Kaczmarek (* 8. Januar 1948 in Lubsko) ist ein ehemaliger polnischer Florettfechter und Olympiasieger.
Kaczmarek stand erstmals bei den Fechtweltmeisterschaften 1969 in der polnischen Equipe. In der Besetzung Ryszard Parulski, Lech Koziejowski, Jerzy Kaczmarek, Marek Dąbrowski und Witold Woyda unterlag die Mannschaft erst im Finale gegen die sowjetische Equipe. 1971 in Wien erreichten Witold Woyda, Marek Dąbrowski, Jerzy Kaczmarek, Lech Koziejowski und Adam Lisewski erneut das WM-Finale und unterlagen diesmal der französischen Mannschaft.
Bei den Olympischen Spielen in München kämpfte sich die polnische Mannschaft mit Marek Dąbrowski, Jerzy Kaczmarek, Lech Koziejowski, Witold Woyda und Arkadiusz Godel bis ins Finale durch und gewann dort gegen die sowjetische Equipe die Goldmedaille. Zwei Jahre später erreichten bei den Fechtweltmeisterschaften 1974 in Grenoble Marek Dąbrowski, Lech Koziejowski, Jerzy Kaczmarek und Ziemowit Wojciechowski das Finale und unterlagen dort gegen das sowjetische Team.